# 발해마을
발해마을은 대한민국 경상북도 경산시에 위치한 마을이다.
1592년경에 경산으로 이주한 발해의 후손들로 이루어진 마을로 알려져 있으며, 2013년부터 매년 발해의 왕들에게 올리는 춘분대제를 진행하고 있다.
발해마을은 2016년에 농촌건강장수마을 육성사업에 선정되어 체험형 휴양마을로서 마을 입구에 대조영 조형물을 설치하고 마을 곳곳에 발해 관련 벽화를 그리는 작업을 진행했다.